# 巴什利基
50°48′55″N 25°50′24″E / 50.81528°N 25.84000°E
巴什利基（烏克蘭語：Башлики），是烏克蘭的村落，位於該國西部沃倫州，由盧茨克區負責管轄，始建於1648年，面積2.64平方公里，海拔高度190米，2001年人口1,001，人口密度每平方公里378.88人。